# تونتون (المملكة المتحدة)
تونتون (بالإنجليزية: Taunton)‏ هي مدينة إقليمية بريطانية تابعة لمقاطعة سومرست، يعود تاريخها إلى العصور السكسونية.بلغ عدد سكانها 69,570 نسمة خلال عام 2011.

## توأمة
لتونتون (المملكة المتحدة) اتفاقيات توأمة مع كل من:
- ليزيو
- كونيغسلوتر
- تونتون

## أعلام
- لي مارتن
- جون شارد
- دراموند ماثيوز
- فريدريك كوبلستون
- توماس هابارد سومنر
- إيفان هاردي
- جنيفر آن أغوتر
- جيمس بيورفوي
- تيد تايلر
- باتي بويد